# Calvoa crassinoda
Calvoa crassinoda är en tvåhjärtbladig växtart som beskrevs av Joseph Dalton Hooker. Calvoa crassinoda ingår i släktet Calvoa och familjen Melastomataceae. Inga underarter finns listade i Catalogue of Life.